# Йозефсберг
Йо́зефсберг (нім. Josefsberg) — німецька сільськогосподарська колонія, заснована в 1784 році в Галичині. Сучасне село Коросниця..
Йозефсберг було одним з багатьох поселень створених під час колонізаційної програми, розпочатої австрійським імператором Йосифом II, починаючи з 1782 року. Будинки і господарські будівлі будувались в селах з околицями, а ділянки землі були призначені в кожен будинок. Імператор Йосиф II запросив німецьких фермерів мігрувати в області. Обладнання для ферм, насінне зерно і все необхідне, щоб почати землеробство було надано урядом. До 1880 року населення Йозефсбергу було 750 чол.
1 серпня 1934 р. в дрогобицькому повіті було створено гміну Меденичі з центром в с.Меденичі. В склад гміни входили сільські громади: Довге (Меденицьке), Йозефсберг, Кенігзау, Меденичі, Летня, Опарі, Ріпчиці.
25 листопада 1938 р. розпорядженням міністра внутрішніх справ Польщі Йозефсберг перейменовано на Коросницю.
Німці покинули поселення у період Другої світової війни.
Старе німецьке кладовище розташоване на північ від села на східному схилі пагорба поруч з гаєм. Начерки на багатьох могилах можна побачити, проте більшість з надгробків повалені. Написи на деяких надгробках з кінця 1800-х і початку 1900-х ще можна розшифрувати.